# 菲律宾民用航空局

菲律賓民用航空局識別標誌

菲律宾民用航空局 (CAAP)是菲律宾的国家航空管理局，负责执行民用航空法规，以确保安全、经济和有效的民航运行。 该机构还通过其航空事故调查委员会调查航空事故。 其前身空运办公室是一个政府控制的政策协调的机构，隶属于交通运输部。
1948年6月5日，第224号共和国法令设立了国家机场公司，负责所有国家机场的管理和运营。

## 历史
菲律宾国会于1931年11月20日通过的第3909号法令，在商务和通讯部下设立了一个办公室，负责处理航空事宜，特别是执行商业与私人航空的规章制度。经第3996号法令修订，还负责发放飞行员和航天器许可，空中交通规则、时刻表和民航费率的管理以及民航法的执行。
从1932年到1936年，飞行员执照、航空器登记和商业航空记录都没有标准化。只有针对飞机及其所有人的登记，但未登记其适航性、飞行员及机师，和其他细节。
1934年10月，第4033号法案获得通过，要求菲律宾政府提供特许经营权，以经营航空服务和管理外国航空器的运营。
1936年11月12日，菲律宾国会通过了第168号联邦法，即民航法，设立了航空局。1945年3月菲律宾解放后，该局进行了重组，并归入国防部 。其职能之一是颁布民用航空条例。
1947年10月，第94号行政命令将航空局转移到新成立的工商部门，并更名为民航局（CAA）。
1948年6月5日，第224号共和国法令设立了国家机场公司，负责所有国家机场的管理和运营。
1952年6月20日，共和国776号法案，也称为菲律宾民用航空法，重组了民用航空委员会和民用航空局。它定义了两个机构的权力和责任，包括民航的资金、人员和其他制度。
1975年1月20日，政府指令将有关机场计划、设计、施工、改进、维护和现场采购的职责转交给公共部门负责。与选址，规划设计和资金有关的职责后来被交还给民航局。
1979年7月23日，根据第546号行政命令，民航局更名为空中交通局（BAT），并归入 交通与通讯部 。
1987年4月13日，第125-A号行政命令更名其为航空运输局，由空中运输助理部长领导的航空运输局。
2008年3月4日，2008民航管理局法签署，将航空运输局更换为民航局，这是一个独立的监管机构，具有准司法和准立法权力。 

## 机构
飞机事故和调查调查委员会（AAIIB）是CAA的一个部门，是菲律宾的空难事故调查机构。

## 联邦航空局和欧盟的降级和其他争议
2008年1月17日，美国联邦航空管理局 (FAA) 将菲律宾的评级从第1类下调至第2类，因为其航空运输办公室未完全满足国际安全标准。随后，菲律宾航空公司 (PAL) 总裁Jaime Bautista表示将降低2008年的增长目标。 总统格洛丽亚·马卡帕加尔·阿罗约在降级后解雇了代理航空运输办公室主任达尼罗·迪马吉巴，并指定运输和通讯部长Leandro Mendoza担任ATO负责人。此外，美国驻马尼拉大使馆警告菲律宾的美国公民“由于对ATO涉嫌误操作航空业的'严重担忧'，不要使用菲律宾航空公司。” Dimagiba指责FAA降级是因为缺乏资金，声称ATO需要10亿菲律宾比索（1美元= 40菲律宾比索），约为25,000,000美元。
自2010年4月1日起，欧盟根据联邦航空局的指导，禁止菲律宾航空公司飞往欧洲。亚洲时报报道，“欧盟大使 Alistair MacDonald 说：'委员会认为监管当局目前无法执行相关的安全标准，因此决定禁止在菲律宾获得许可的所有航空公司在欧盟空域，直到这些缺陷得到纠正。'”
2010年6月19日，CAAP维护的马尼拉机场重要导航设备失灵。飞机用于往返机场的甚高频全向信标由于大雨而停止工作，并且没有可用的更换，必须从另一个机场拆借。

## 参看
- 民用航空管理部门列表